# Rhipignophos
Rhipignophos là một chi bướm đêm thuộc họ Geometridae.